# Nasreddine Shili
Nasreddine Shili est un acteur, réalisateur et producteur tunisien. 
Il crée, avec Mohamed Bani, une société de production audiovisuelle et théâtrale, Dionysos Production, en 2008.

## Réalisateur

### Cinéma

#### Longs métrages
- 2012 : Amère patience (Suçon)[1]
- 2018 : Subutex[2]

#### Courts métrages
- 2008 : Boutelisse
- 2010 : Chak-Wak

### Télévision
- 2015 : Le Risque[3]
- 2022 : Babour El Louh[4]

## Acteur

### Cinéma
- 2004 : Le Prince de Mohamed Zran
- 2011 : D'Amour et d'eau fraîche (court métrage) d'Ines Ben Othman

### Télévision
- 2003 : Ikhwa wa Zaman de Hamadi Arafa
- 2005 : Café Jalloul de Lotfi Ben Sassi, Imed Ben Hamida et Mohamed Damak : Yahia
- 2006 : Hayet Wa Amani de Mohamed Ghodhbane
- 2008-2014 : Maktoub de Sami Fehri : Mehrez Ben Nfisa
- 2012 : Onkoud El Ghadhab de Naïm Ben Rhouma
- 2014 : Naouret El Hawa (saison 1) de Madih Belaïd
- 2015 : Le Risque de Nasreddine Shili
- 2019 : Wlad Hlal de Nasreddine Shili
- 2023 : Djebel Lahmar de Rabii Tekali : Lamine Fetoui alias Lima

### Théâtre
- 2002 : Le Fil, texte de Gao Xingjian et mise en scène de Mohamed Driss

## Producteur
- 2013 : Un Retour d'Abdallah Yahya (film documentaire)[5]
- 2013 : Heureux le martyr de Habib Mestiri (film documentaire qui rend hommage à Chokri Belaïd)
- 2015 : Tounes d'Ahmed Amine Ben Saad (pièce de théâtre)

## Affaire Shili-Mabrouk
Le 16 août 2013, Shili lance un œuf au visage du ministre de la Culture Mehdi Mabrouk. Arrêté par la suite en vue de son procès, il bénéficie d'un soutien de la part des adversaires de la coalition au pouvoir. De nombreux artistes et journalistes se solidarisent avec lui et crient à l'atteinte à la liberté d'expression en organisant des manifestations et des sit-in. Sous leur pression, la justice est amenée à le libérer ; il comparaît donc libre. Le 10 octobre, alors qu'il encoure une peine qui peut aller jusqu'à sept ans de prison, il écope d'une condamnation à cinq mois de prison avec sursis et d'une amende de mille dinars.